# Travlin' Man
Pour les articles homonymes, voir Travelin' Man (homonymie).
Singles de Stevie Wonder
Someday at Christmas
(1966) Hey Love
(1967)
Travlin' Man ou Travelin' Man, est une chanson de Ron Miller et Bryan Wells, interprétée par Stevie Wonder en 1967.

## Contexte
Stevie Wonder enregistre Travlin' Man (orthographié Travelin' Man sur le single sorti au Canada ou sur la compilation Stevie Wonders' Greatest Hits Volume 2) le 10 janvier 1967.
Le morceau n'est pas issu d'un album studio, mais le single s'accompagne en face B de Hey Love, présent sur son album précédent, Down to Earth. Hormis la sortie de la version single le 9 février 1967, Travlin' Man ne sera diffusé sur un album que quatre ans plus tard, dans la compilation Stevie Wonders' Greatest Hits Volume 2.
La face B, Hey Love, rencontrera également un beau succès, atteignant notamment la 9e position du classement R&B Singles.

### Crédits
- Stevie Wonder : voix
- The Funk Brothers : instrumentation[4]

### Formats
Le single sort chez Tamla en 45 tours sous la référence T54147. 

Un EP 45 tours 4 titres est produit en France (référence TMEF 548), contenant deux autres titres issus de Down to Earth : les reprises de Mr. Tambourine Man et Sixteen Tons.
| 1. | Travlin' Man | Bryan Wells, Ron Miller                       | 2:53 |
| 2. | Hey Love     | Clarence Paul, Morris Broadnax, Stevie Wonder | 2:54 |

| A1. | Travlin' Man       | Bryan Wells, Ron Miller                       | 2:53 |
| A2. | Hey Love           | Clarence Paul, Morris Broadnax, Stevie Wonder | 2:54 |
| B1. | Mr. Tambourine Man | Bob Dylan                                     | 2:34 |
| B2. | Sixteen Tons       | Merle Travis                                  | 2:50 |

## Classement
| Classement (1967)              | Meilleure position |
| ------------------------------ | ------------------ |
| États-Unis (Billboard Hot 100) | 32                 |
| États-Unis (R&B Singles)       | 31                 |
| Canada (RPM Top Singles)       | 36                 |
| Canada (CHUM Toronto Top 40)   | 25                 |

## Reprises
Informations issues de SecondHandSongs, sauf mentions complémentaires.
- Brendan Dugan (en), sur A Touch of Nashville (1971)